# كينجي بانش
كينجي بانش (بالإنجليزية: Kenji Bunch)‏ هو موسيقي وملحن أمريكي، ولد في 27 يوليو 1973 في بورتلاند في الولايات المتحدة.

## وصلات خارجية
- كينجي بانش على موقع IMDb (الإنجليزية)
- كينجي بانش على موقع ميوزك برينز (الإنجليزية)
- كينجي بانش على موقع أول ميوزيك (الإنجليزية)
- كينجي بانش على موقع ديسكوغز (الإنجليزية)